# Ctenoplana caulleryi
Ctenoplana caulleryi är en kammanetart som beskrevs av Dawydoff 1936. Ctenoplana caulleryi ingår i släktet Ctenoplana och familjen Ctenoplanidae. Inga underarter finns listade i Catalogue of Life.